# Cool drama
Cool drama (též coolness) je označení pro specifický typ dramatických děl mladé generace autorů v polovině 90. let 20. století. Používá výrazné drastické prostředky, které u diváka vyvolávají šok a zhrození. Generace mladých autorů byla znechucena společností, politickou situací (železná opona apod.). Cool drama používá prostředky, které byly v té době vzniku považovány za nevhodné a nežádoucí. Zobrazuje postavy zvrhlíků, deviantů, homosexuálů a bisexuálů.

## Významní představitelé
- Martin Crimp
- Tim Etchells
- Simon Farquhar
- David Farr
- Nick Grosso
- Zinnie Harris
- David Harrower
- Jonathan Harvey
- Patrick Marber
- Martin McDonagh
- Conor McPherson
- Gary Mitchell
- Phyllis Nagy
- Anthony Neilson
- Joe Penhall
- Rebecca Prichard
- Mark Ravenhill
- Philip Ridley
- John Roman Baker
- Judy Upton
- Enda Walsh
- Che Walker
- Naomi Wallace
- Irvine Welsh
- Sarah Woods
- Michael Wynne
- Richard Zajdlic